# Van de Spiegel

Van de Spiegel is een Nederlands geslacht waarvan een lid in 1815 verheven werd in de Nederlandse adel. De adellijke familie stierf in 1912 uit.

## Geschiedenis
De stamreeks begint met een niet nader genoemde Van de Spiegel wiens echtgenote, Tanneken van Barsbanck als weduwe werd begraven op 5 september 1616. Een achterkleinzoon van hen, Laurens van de Spiegel (1637-1683) was schepen van Nieuw-Amsterdam (New York). Een kleinzoon van die laatste, mr. Laurens Pieter van de Spiegel (1737-1800) klom op tot een van de hoogste bestuursambten van de Republiek, de functie van raadspensionaris van Zeeland (1785-1788) en van Holland (1788-1795). Hij was de bekendste van zijn geslacht. Diens zoon werd in 1815 verheven in de Nederlandse adel waardoor hij en zijn nakomelingen het predicaat van jonkheer en jonkvrouw verkregen. In 1912 stierf dit adellijke geslacht met een kleindochter van de laatste uit.

## Enkele telgen
Laurens van de Spiegel (1637-1683), schepen van Nieuw-Amsterdam (New York)
- Tobias van de Spiegel (1671-1700), scheepskapitein
  - mr. Laurens Pieter van de Spiegel (1737-1800), bestuurder
    - jhr. mr. Cornelis Duvelaer van de Spiegel (1771-1829), lid provinciale staten van Holland, lid der Tweede Kamer der Staten-Generaal
      - jhr. mr. Laurens Pieter Jan van de Spiegel (1815-1845), legatiesecretaris, lid van de ridderschap van Gelderland
        - jkvr. Adelaïde Jacqueline Cornelie Henriette Laurence van de Spiegel (1839-1912), laatste van het adellijke geslacht; trouwde in 1860 met jhr. David Hoeufft (1834-1886), onder andere hoofdingeland
        - jhr. Adolf Laurens Pieter van de Spiegel (1840-1890), kapitein
        - jhr. dr. Hendrik Johan Michiel Laurens (Duvelaer) van de Spiegel (1841-1895)